# Slidr Sulci
Slidr Sulci est une longue fracture située sur le satellite Triton de la planète Neptune par 23,5° N et 350° E.

## Géographie et géologie
Slidr Sulci prend naissance au-delà du terminateur au nord-ouest de la zone couverte par les clichés de la sonde Voyager 2 et traverse la majeure partie de la surface visible du satellite, de Bubembe Regio jusqu'au sud de Monad Regio, et rejoint Boynne Sulci non loin du bord extérieur de la calotte polaire australe.
Ce type de formations sur Triton rappelle beaucoup celles observées sur le satellite Encelade de Saturne, notamment les fameuses « rayures de tigre » des régions polaires australes d'Encelade.